# USS John Basilone (DDG-122)
El USS John Basilone (DDG-122) es el 71.º destructor de la clase Arleigh Burke de la Armada de los Estados Unidos. Fue puesto en gradas en 2013, botado en 2020 y asignado en 2022.

## Nombre
John Basilone fue un marine estadounidense condecorado con la Medalla de Honor por su desempeño en la batalla de Guadalcanal. Este destructor es la segunda nave en llevar su nombre; el primero fue el destructor de la clase Gearing USS John Basilone (DD-824).

## Construcción
Fue construido por el astillero Bath Iron Works (de la compañía General Dynamics) en Bath, Maine. Fue iniciado en 2013, botado en 2020 y entregado en 2022.